# Erwin Merlet
Erwin Merlet (né Alexander Erwin Merlet, le 8 décembre 1886 à Vienne, mort le 24 juin 1939 à Bolzano) est un peintre et alpiniste autrichien.

## Biographie
Avec sa mère, il déménage à Merano et suit sa scolarité jusqu'en 1905 à l'abbaye de Marienberg. À la demande de sa mère, il fait des études de médecine à Innsbruck jusqu'en 1912. Après son service militaire d'un an en tant que médecin assistant à Klagenfurt, il s'inscrit à l'académie des beaux-arts de Munich. De 1914 à 1915, il se bat en Serbie puis de 1916 à 1918 est médecin et guide de haute montagne à Val Gardena.
Après la guerre, il devient artiste indépendant à Bolzano. Il obtient une petite reconnaissance mais est refusé pour la Biennale de Venise en 1920. Dans le même temps, il acquiert une réputation d'alpiniste dans la chaîne des Pale (de). En 1925, il ouvre un magasin d'articles d'alpinisme à Bolzano et Cortina d'Ampezzo qui ferme rapidement. Les années suivantes, il se consacre à l'illustration.
L'œuvre d'Erwin Merlet comprend principalement des peintures à l'huile représentant les montagnes alpines. En outre, il a beaucoup dessiné des scènes d'escalade et des publicités. Parmi ses plus importantes influences artistiques figure son ami Gustav Jahn qui est aussi un compagnon de cordée. Avec Leo Sebastian Humer et Hans Andre (de), il forme l'association "Waage".
Ses autres compagnons de cordée sont Günter Dyhrenfurth et Gunther Langes (de). Avec ce dernier, Merlet a ouvert de nombreuses voies dans la chaîne des Pale (de) comme la première ascension du Gran Pilastro sur le Pala di San Martino (de) et le Schleierkante sur le Cima della Madonna. De plus, il est le premier sur le Sass de Mesdi et en hiver sur le Grohmannspitze (de), Fünffingerspitze (de) et le Zahnkofel (de).
Erwin Merlet meurt en 1939 d'une fièvre typhoïde et est enterré à Fiè allo Sciliar.

## Source, notes et références
- (de) Cet article est partiellement ou en totalité issu de l’article de Wikipédia en allemand intitulé « Erwin Merlet » (voir la liste des auteurs).